# Ветеранс Меморіал Стедіум (Нью-Брітен, Коннектикут)
«Ветеранс Меморіал Стедіум» (англ. Veterans Memorial Stadium) — багатофункціональний стадіон у місті Нью-Брітен, Коннектикут, домашня арена футбольного клубу «Нью-Брітен Хай Скул».
Стадіон побудований та відкритий 1982 року. У 2012 році реконструйований. Потужність становить 8 500 глядачів.
Назва арени є присвятою пам'яті про загиблих американських військовиків — учасників воєн різних часів.